# June Huh
June Huh (Califórnia, 1983) é um matemático coreano-estadunidense. É Clay Research Fellow no Instituto de Estudos Avançados de Princeton e na Universidade de Princeton.

## Vida
Huh nasceu na Califórnia e passou sua infância na Coreia do Sul. Obteve um Ph.D. em 2014 na Universidade de Michigan, orientado por Mircea Mustaţă.
Em trabalho conjunto com Karim Adiprasito e Eric Katz resolveu a conjectura Heron–Rota–Welsh.
Foi palestrante convidado do Congresso Internacional de Matemáticos no Rio de Janeiro (2018: Combinatorial applications of the Hodge–Riemann relations).